# Jason Statham
Jason Statham (sinh ngày 26 tháng 7 năm 1967 tại Shirebrook, Derbyshire, Anh Quốc) là một nam diễn viên điện ảnh, vận động viên nhảy cầu và võ sĩ người Anh. Xuất thân là một diễn viên võ thuật, ông được biết đến qua những vai diễn trong những bộ phim tội phạm Lock, Stock and Two Smoking Barrels, Revolver và Snatch. Ông cũng đóng vai phụ trong vài bộ phim của Mỹ như The Italian Job, cũng như vai chính trong các phim The Transporter, Crank, The Bank Job, War và Death Race.

## Đời tư
Statham từng trải qua một mối quan hệ kéo dài bảy năm với người mẫu Kelly Brook từ năm 1997 đến năm 2004. Từ tháng 4 năm 2010, ông hẹn hò cùng người mẫu Rosie Huntington-Whiteley của Victoria's Secret.

## Sự nghiệp

### Phim ảnh
| Năm  | Tựa phim                            | Vai diễn                          | Ghi chú       |
| ---- | ----------------------------------- | --------------------------------- | ------------- |
| 1998 | Lock, Stock and Two Smoking Barrels | Bacon                             |               |
| 2000 | Snatch                              | Turkish                           |               |
| 2000 | Turn It Up                          | Ngài B                            |               |
| 2001 | Ghosts of Mars                      | Trung sĩ Jericho Butler           |               |
| 2001 | The One                             | Đặc vụ MVA Evan Funsch            |               |
| 2001 | Mean Machine                        | Monk                              |               |
| 2002 | The Transporter                     | Frank Martin                      |               |
| 2003 | The Italian Job                     | Handsome Rob                      |               |
| 2004 | Collateral                          | Người đàn ông ở sân bay           |               |
| 2004 | Cellular                            | Ethan Greer                       |               |
| 2005 | Transporter 2                       | Frank Martin                      |               |
| 2005 | Revolver                            | Jake Green                        |               |
| 2005 | London                              | Bateman                           |               |
| 2005 | Chaos                               | Thám tử Quentin Conners           |               |
| 2006 | The Pink Panther                    | Yves Gluant                       |               |
| 2006 | Crank                               | Chev Chelios                      |               |
| 2007 | War                                 | Đặc vụ FBI John Crawford          |               |
| 2008 | The Bank Job                        | Terry Leather                     |               |
| 2008 | In the Name of the King             | Farmer Daimon                     |               |
| 2008 | Death Race                          | Jensen Garner "Frankenstein" Ames |               |
| 2008 | Transporter 3                       | Frank Martin                      |               |
| 2009 | Crank: High Voltage                 | Chev Chelios                      |               |
| 2010 | 13                                  | Jasper Bagges                     |               |
| 2010 | The Expendables                     | Lee Christmas                     |               |
| 2011 | The Mechanic                        | Arthur Bishop                     |               |
| 2011 | Gnomeo & Juliet                     | Tybalt                            | Lồng tiếng    |
| 2011 | Blitz                               | Trung sĩ Tom Brant                |               |
| 2011 | Killer Elite                        | Danny Bryce                       |               |
| 2012 | Safe                                | Luke Wright                       |               |
| 2012 | The Expendables 2                   | Lee Christmas                     |               |
| 2013 | Parker                              | Parker                            |               |
| 2013 | Fast & Furious 6                    | Deckard Shaw                      |               |
| 2013 | Hummingbird                         | Joey Jones                        |               |
| 2013 | Homefront                           | Phil Broker                       |               |
| 2014 | The Expendables 3                   | Lee Christmas                     |               |
| 2015 | Wild Card                           | Nick Wild                         |               |
| 2015 | Fast & Furious 7                    | Deckard Shaw                      |               |
| 2015 | Spy                                 | Rick Ford                         |               |
| 2016 | Mechanic: Resurrection              | Arthur Bishop                     |               |
| 2017 | Fast & Furious 8                    | Deckard Shaw                      |               |
| 2018 | The Expendables 4                   | Lee Christmas                     |               |
| 2018 | The Meg                             | Jonas Taylor                      |               |
| 2019 | Fast & Furious: Hobbs & Shaw        | Deckard Shaw                      |               |
| 2021 | Fast & Furious 9                    | Deckard Shaw                      | After-credits |
| 2021 | Wrath of Man                        | Patrick "H" Hill                  |               |

### Trò chơi
| Năm  | Tựa trò chơi   | Vai             |
| ---- | -------------- | --------------- |
| 2002 | Red Faction II | Shrike          |
| 2003 | Call of Duty   | Trung sĩ Waters |